# Eugenia I. Zaharia
Eugenia I. Zaharia (n. 29 ianuarie 1921, București – d. 27 iunie 2010, București) a fost istoric, cercetător și arheolog, membră a Institutului de Arheologie din București. A fost cea de-a treia fiică a lui Vasile și Maria Zaharia, o familie de intelectuali, dar cu posibilități materiale reduse, singurul venit fiind asigurat de postul de instrumentist al tatălui la Teatru Național și la Filarmonică.
A urmat ciclul primar și liceal la Școala de Stat P. S. Aurelian și la Liceul Zoe Romniceanu din București. În anul 1940 este admisă la Facultatea de Litere și Filosofie a Universității București, secția Istorie, ale cărei cursuri le absolvă cu o diplomă de licență în anul 1945 și de unde îi va fi acordat titlul de doctor în anul 1968. A avut oportunitatea de audia cursurile unor personalități din sfera domeniului precum Gh. Brătianu, I. D. Ștefănescu, N. Bănescu, I. Andrieșescu, C. C. Giurescu, Victor Papacostea și Ion Nestor, cel din urmă devenindu-i model și mentor de-a lungul întregii cariere. 

## Activitate[5][4]
În vara anului 1945 participă la prima sa săpătură arheologică, la Sărata Monteoru, sub coordonarea lui Ion Nestor. În 1947 este numită preparator în cadrul Muzeului Național de Artă și Arheologie, la secția Artă Medievală Românească, unde activează vreme de câțiva ani, ajungând chiar și directorul secției. Din 1950 este cercetător și asistent la Muzeul Național de Antichități (astăzi o secție din cadrul Institutului de Arheologie „Vasile Pârvan”) și cercetător științific principal la Institutul de Arheologie din București.
Cea mai mare parte a carierei a investigat perioada marilor migrații, subliniind principalele aspecte ce fac referire la procesul de etnogeneză a românilor, dar s-a concentrat și asupra cercetărilor privitoare la epoca neolitică, a bronzului și a fierului. Din epoca neolitică a studiat problemele legate de evoluția culturii Criș, Boian (faza Giulești) și Cucuteni. Alte contribuții suprind perioada de trecere de la epoca bronzului la prima epocă a fierului. Aceste rezultate au condus la remarcarea și recunoașterea sa printre specialiștii vremii, în anul 1968 primind premiul „Vasile Pârvan” al Academiei R.S.R.
În anul 1984, Eugenia Zaharia a fost pensionată la atingerea limitei legale de vârstă, dar și-a continuat activitatea intelectuală, rămânând profund atașată Institutului de Arheologie.
Principalele șantiere arheologice pe care le-a coordonat sau la care a participat ocupând alte funcții
1.     Dridu, com. Dridu, Ialomița, România

2.     Sărata Monteoru, com. Merei, Buzău, România

3.     Leț, com. Borosneu Mare, Covasna, România

4.     Brateiu, com. Brateiu, Sibiu, România

5.     Zimnicea, Teleorman, România

6.     Glina, com. Glina, Ilfov, România

7.     Stoicani, com. Foltești, Galați, România

8.     Balintești, com. Berești-Meria, Galați, România

9.     Glăvăneștii Vechi, com. Glăvănești, Iași, România

10.    Corlăteni, com. Corlăteni, Botoșani, România

11.  Coșereni, com. Coșereni, Ialomița, România

12.  Ariușd, com. Vâlcele, Covasna, România

13.  Sirmium, Serbia
Cercetările de teren ale Eugeniei Zaharia au fost întotdeauna marcate prin elaborarea și publicarea rezultatelor, prin rapoarte de săpături sau studii, câteva dintre acestea fiind:
1.     „Die Lockenringe von Sărata Monteoru und ihre typologischen und chronologischen Beziehungen”, în Dacia, NS, vol. III, 1959, p. 103-134.

2.    Săpăturile de la Dridu. Contribuție la arheologia și istoria perioadei de formare a poporului român, ed. Academiei, București, 1967.

3.     „Câteva observații despre arheologia și istoria sec. VIII-XI pe teritoriul R. S. România”, în Aluta, vol. I, 1969, p. 115-103.

4.     „Raport preliminar despre săpăturile de la Bratei. Jud. Sibiu (1959-1972)”, în Materiale și Cercetări Arheologice, vol. X, 1973, p. 191-201.

5.    Populația românească în Transilvania în secolele VII-VIII (Cimitirul 2 de la Bratei), București, 1977.

6.     „Cultura Dridu și problemele arheologiei și istoriei sec. VIII-XI e. n.”, în Carpica, Bacău, ed. Muzeului Județean de Istorie și Artă, vol. XIV, 1982, p. 87-91.

7.    „Descoperiri ale culturii Monteoru în sud-estul Transilvaniei”, în Thraco-Dacica, vol. XI, 1990, p. 33-37.

8.    „Descoperirile de la Bratei și importanța lor pentru arheologia și istoria secolelor IV-V pe teritoriul României”, Mousaios, vol. IV, tom. 1, 1994, p. 149-152.

9.    „Câteva informații despre pierderea unor valori din patrimoniul național și particular”, în Mousaios, vol. XI, 2006, p. 307-312.